# Horoholîna, Bohorodceanî
Horoholîna (în ucraineană Горохолина) este localitatea de reședință a comunei Horoholîna din raionul Bohorodceanî, regiunea Ivano-Frankivsk, Ucraina.

## Demografie
Componența lingvistică a localității Horoholîna
     Ucraineană (99,54%)
     Alte limbi (0,46%)
Conform recensământului din 2001, majoritatea populației localității Horoholîna era vorbitoare de ucraineană (99,54%), existând în minoritate și vorbitori de alte limbi.